# Dabbahu
Der Dabbahu (auch Boina, Boyna oder Moina) ist ein Schichtvulkan in der Danakilwüste in Äthiopien, 311 km westlich der Hafenstadt Dschibuti. Er hat eine Höhe von zirka 1442 m und ist einer der aktiven Vulkane des Landes.

## Allgemeine Informationen
Der Dabbahu liegt auf der Riftzone des Ostafrikanischen Grabenbruchs, einer kontinentalen Nahtstelle, die Ostafrika auf einer Länge von 6000 Kilometer bis nach Mosambik durchzieht. Der Vulkan erhebt sich über dem Boden eines trockengefallenen Meeres, das entstanden war, als der Danakil-Block durch die Plattentektonik angehoben wurde und dadurch das Afar-Dreieck vom Roten Meer isolierte.

## Eruptionen
Die erste bekannte Eruption fand im September 2005 statt. Eine Spalte an der Nordostflanke stieß Asche aus. 6000 Menschen aus Nachbardörfern wurden evakuiert. Weitere Eruptionen fanden im August 2006 und ab dem 21. August 2007 statt.